# Гойройдонг
Гойройдонг (индон. Gunung Geureudong) — вулкан на Суматре, Индонезия. Другое название вулкана Бур Ни Телонг. Является стратовулканом. Образует вулканический комплекс протяжённостью 30 км.
Вулкан расположен в провинции Ачех в 17 км к северу от города Такенгон. Возвышается над сланцевыми и гранитнами породами. Возник и последний раз извергался в эпоху плейстоцена, хотя некоторые источники указывают, что вулкан был активен до недавнего времени . На северном и южном склонах вулкана действуют фумарольные источники и гейзеры. На юго-восточном склоне образован шлаковый конус Пупанджи, рядом с ними находятся смежные маары диаметром 300 и 60 метров.